# I'll Be Alright
"I'll Be Alright" (fransk titel; "Juste avant toi") är en låt framförd av den indonesiska pop-sångerskan Anggun, komponerad av henne själv, Alice L.B., Cyril Paulus och Evelyne Kral till återutgåvan av Angguns tredje internationella studioalbum Luminescence (2005).
"I'll Be Alright" är en midtempo-låt som varar i tre minuter och elva sekunder. Spåret består till största del av en gitarr. Framföraren sjunger att hennes krossade hjärta förstör hennes drömmar men att hon trots det kommer att bli okej. Låten gavs ut som den tredje singeln från återutgåvan av sångerskans album den 23 oktober 2006. "I'll Be Alright" blev en smash-hit i Angguns hemland där den nådde förstaplatsen på Indonesiens singellista (ASIRI) och blev hennes sjunde listetta. Låten misslyckades att matcha de föregående singlarna "In Your Mind" och Saviour" men hade ändå en viss internationell framgång. I Ryssland tog sig singeln till en 46:e plats och i Frankrike nådde den franskspråkiga versionen en 28:e plats.  
Musikvideon till singeln regisserades av Jean-Baptiste Erreca och utspelar sig nattetid.

## Format och innehållsförteckningar
| - Internationell CD-singel 1. "I'll Be Alright" (Radio Edit) - 3:07 2. "I'll Be Alright" (Video) - 3:25 - Fransk promo-singel 1. "Juste avant toi" - 3:07 | - Fransk CD-singel 1. "Juste avant toi" - 3:07 2. "Juste avant toi" (Teetof's Dance Radio Edit)" - 3:05 3. "I'll Be Alright" (Juste Avant Toi, Version Anglaise) - 3:07 4. "Cesse la pluie" (FBcool's Lounge Remix) - 3:33 5. "Juste avant toi" (Vidéo-Clip) - 3:25 |

## Topplistor
| Lista (2012)          | Topplacering |
| --------------------- | ------------ |
| Frankrike (SNEP)      | 28           |
| Ryssland (Tophit 100) | 46           |
| Indonesien (ASIRI)    | 1            |